# Christoph Weber (Politiker)
Christoph Weber (* 15. Dezember 1965 in Freienohl) ist ein deutscher Diplom-Ingenieur und Kommunalpolitiker (CDU). Seit 2015 ist er hauptamtlicher Bürgermeister der Kreisstadt Meschede im Hochsauerlandkreis, Nordrhein-Westfalen.

## Leben
Weber schloss 1984 eine Ausbildung zum Physikalisch-technischen Assistenten und 1991 ein Studium zum Diplom-Ingenieur, Fachrichtung Ingenieurwesen im Studiengang Elektrotechnik, ab. Von 1992 bis 1996 arbeitete er bei einem Industrieverband als Referent für Telekommunikation. Von 1996 bis 2015 war er bei verschiedenen Beratungsunternehmen in der Banken- und Versicherungsbranche tätig.
Christoph Weber ist seit 2009 CDU-Mitglied und gehörte von 2009 bis 2015 als gewähltes Mitglied  dem Mescheder Stadtrat an. Im September 2015 wurde er zum Bürgermeister der Kreis- und Hochschulstadt Meschede gewählt und steht in dieser Funktion dem Stadtrat vor. 2020 erfolgte seine Wiederwahl.
Weber ist verheiratet und Vater von zwei Kindern.